# Henricus Lamiroy
Henricus Lamiroy (Heurne, 29 août 1883 – Bruges, 10 mai 1952) est un évêque belge.

## Biographie
Lamiroy a été ordonné prêtre en 1909. En 1929 il a été nommé comme évêque-coadjuteur de Bruges et comme évêque titulaire de Lamus (de). De 1931 jusqu’à sa mort en 1952, il est évêque de Bruges.

## Succession apostolique
Henricus Lamiroy a ordonné les évêques suivants :
- Évêque Jean-Félix de Hemptinne, O.S.B. (1932)
- Évêque Hildon-Georges-Marie Six, C.I.C.M. (1934)
- Évêque Basile Octave Tanghe, O.F.M. Cap. (1935)
- Évêque Joseph Augustin Hagendorens (it), C.P. (1947)